# 그레천 메릴
그레천 메릴(영어: Gretchen Merrill, 1925년 11월 2일 - 1965년 4월 22일)은 미국의 피겨 스케이팅 선수였다. 그녀는 1947년 세계 선수권 대회에서 동메달을 획득했다. 그녀는 유럽 선수권 대회에서 메달을 딸수있는 2번째이자 마지막 미국 여자 선수였다. 메릴은 1948년 동계 올림픽에서 8위를 했다. 
그녀는 윌리엄 게이와 결혼했고 1965년에 사망했다. 2000년에 미국 피겨 스케이팅 명예의 전당에 헌액되었다.